# Sitobion beiquei
Sitobion beiquei är en insektsart som först beskrevs av Hille Ris Lambers 1960.  Sitobion beiquei ingår i släktet Sitobion och familjen långrörsbladlöss. Inga underarter finns listade i Catalogue of Life.